# Maria Sydonia cieszyńska
Maria Sydonia (ur. 10 maja 1572 w Cieszynie, zm. 2 lub 3 października 1587 w Legnicy) – księżniczka cieszyńska z dynastii Piastów.
Córka księcia cieszyńskiego Wacława III Adama i Sydonii Katarzyny, córki księcia sasko-lauenburskiego Franciszka I. Żona księcia legnickiego Fryderyka IV.
Dzieciństwo spędziła w Cieszynie. Gdy miała siedem lat, zmarł jej ojciec. W wieku czternastu lat 20 stycznia 1587 została wydana za starszego od niej o dwadzieścia lat księcia legnickiego Fryderyka IV. Małżeństwo śląskich Piastów trwało bardzo krótko. 17 września 1587 młodziutka Piastówna urodziła córkę Marię Katarzynę, która zmarła po trzech dniach. Niespełna dwa tygodnie później, w nocy z 2 na 3 października, zmarła także Maria Sydonia.
Ciało Marii Sydonii zostało złożone w kościele św. Jana w Legnicy.